# Буренин, Николай Евгеньевич
Никола́й Евге́ньевич Буре́нин (5 (17) декабря 1874 — 30 июня 1962; также был известен под конспиративным именем Г. Ф. — «Герман Федорович» и «Герман», кроме того, носил клички «Небуренин» и «Виктор Петрович» — по имени «черносотенца-писателя В. П. Буренина») — участник революционного движения в Российской империи, член РСДРП(б) с 1904 года, соратник Л. Б. Красина, специалист по нелегальным операциям, член «боевой технической группы большевиков». Профессиональный музыкант, аккомпанировавший пению Ф. И. Шаляпина, и коллекционер нот.

## Биография
Родился в Санкт-Петербурге в купеческой семье. Там же окончил коммерческое училище (1892) и учился в Императорской Академии художеств (окончил только три курса).
Принимал активное участие в революционном движении с 1901 года. Пользуясь тем фактом, что семья купцов Бурениных владела имением в деревне Кирьясало, расположенным на тогдашней границе между Российской империей и Финляндией, регулярно провозил нелегальную литературу и оружие из Финляндии, переправил через границу делегатов IV и V съездов РСДРП. Участвовал в попытке провоза оружия на пароходе «Джон Графтон».
Выполнял Н. Е. Буренин и другие нелегальные поручения большевистской партии: создавал подпольные типографии и склады подрывной литературы, устраивал явочные квартиры, доставал средства на партийные цели.
Во время Революции 1905—1907 годов в России являлся одним из организаторов Боевой технической группы при ЦК РСДРП(б). 28 февраля 1905 года Петербургский комитет большевиков вынес решение «избрать особое лицо, заведующее вооружением...», которым стал Н. Е. Буренин.
Во время поездки Максима Горького в 1906 году в США сопровождал писателя и его гражданскую жену Марию Андрееву в качестве связного РСДРП(б). В Америке по вечерам играл для писателя на фортепиано, что гармонизирующе влияло на настроение и творчество Горького. Рассказы Буренина о жизни пролетариата использованы Горьким в романе «Мать», который он начал писать в США.
По воспоминаниям Е. Стасовой его «звали Небуренин, присоединив к его фамилии первые буквы его имени (Николай) и отчества (Евгеньевич)».
За свою революционную деятельность Буренин неоднократно подвергался арестам.

## Деятельность после революции 1917 года в России
После Октябрьской революции стал работать в Наркомвнешторге СССР и в Комиссариате театров и зрелищ, позже — в театральном отделении при отделе народного образования Петроградского совета.
Как сотрудник Наркомвнешторга в 1921 года был направлен в Финляндию в качестве заместителя торгпреда РСФСР, позже работал в Советском торгпредстве в Германии.
Персональный пенсионер с 1935 года, написал мемуары, член Союза писателей СССР. Умер в Ленинграде 30 июня 1962 года, похоронен на Большеохтинском кладбище (Новая коммунистическая площадка).

## Труды
- Люди большевистского подполья. М.: Госполитиздат, 1958. — 79 с.
- Три месяца на острове Капри.
- Памятные годы. Воспоминания Л.: Лениздат, 1961; 2-е изд. 1967. — 302 c.
- Искусство служит делу партии // В годы подполья : сб. воспоминаний, 1910 г. — февр. 1917 г. / сб. подгот. канд. ист. наук, доц. Ф. Л. Александровым — М.: Политиздат, 1964. — С. 68-77. — 382 с.

## Награды
- Орден Трудового Красного Знамени

## Адреса в Санкт-Петербурге - Петрограде - Ленинграде
- 1890—1941, 1944—1962 — Рузовская ул., 3[13].

## Память
- На доме по адресу Рузовская ул. № 3, в 1969 году была установлена мемориальная доска (архитектор Т. Н. Милорадович) c ошибочными датами в тексте: "В этом доме с 1890 года по 1962 год жил активный участник революционного движения , писатель Николай Евгеньевич БУРЕНИН."  В 1941 - 1944 годах он был в эвакуации в Пятигорске[14].
- Его именем в 1967 году названа улица в Красногвардейском районе Санкт-Петербурга[15][16].
- В 1980 году личное собрание нот Николая Евгеньевича Буренина поступило в Российскую национальную библиотеку, где стало самым крупным собранием — 3761 единиц хранения, в основном нотные издания XIX—XX веков[17].
- Литературовед Альфред Барков высказал предположение что Николай, он же «Герман», Буренин послужил «прототипом юного рыцаря-пажа в облике кота Бегемота» в романе М. А. Булгакова «Мастер и Маргарита»[5].